# Ged Killen
Pour les articles homonymes, voir Killen.
Gerard Killen (né le 1er mai 1986), connu sous le nom de Ged Killen, est un homme politique travailliste écossais qui est député de Rutherglen et Hamilton West de 2017 à 2019.

## Jeunesse
Killen est né à Glasgow, vivant dans les Gorbals avant de déménager à Blantyre où il passe la majeure partie de sa jeunesse. Il fait ses études à la Trinity High School à Rutherglen,.

## Carrière politique
Killen rejoint le Parti travailliste en 2007. Il est candidat à l'élection du conseil du South Lanarkshire en 2012. Après la mort d'Anne Higgins, il se présente l'élection partielle du quartier sud de Rutherglen de 2013 et est élu au conseil du South Lanarkshire à l'âge de 26 ans.
Killen conserve son siège au conseil lors des élections locales de 2017 au Royaume-Uni, cette fois dans les quartiers central et nord de Rutherglen.
Killen remporte la circonscription de Rutherglen et Hamilton West aux élections générales de 2017, obtenant une étroite majorité de 265 voix sur la députée du Parti national écossais Margaret Ferrier,. Il prononce son premier discours le 27 juin 2017.
Le 13 juin 2018, Killen et cinq autres députés travaillistes démissionnent de leurs responsabilités au Parti travailliste pour protester contre la position du Labour sur le Brexit. Le chef du parti travailliste Jeremy Corbyn avait demandé à ses députés de s'abstenir lors d'un vote selon lequel le Royaume-Uni resterait dans le marché unique en rejoignant l'Espace économique européen (EEE). Les députés démissionnent et ont voté en faveur de l'AEE.
Aux élections générales de 2019, Ferrier regagne le siège de Killen avec une majorité de 5230 voix. Pendant sa courte période en tant que député, Killen est un militant actif pour les questions de droits des LGBT, la santé mentale des hommes et la réforme bancaire.

## Vie privée
Killen est gay et épouse son mari Peter en 2013. Ils espèrent se retirer dans la ville natale de Peter en Irlande du Nord, ce qui a influencé la campagne de Killen pour étendre les lois sur le mariage homosexuel à l'Irlande du Nord et au reste du Royaume-Uni. Killen est un catholique romain.